# Caribe
|  | No s'ha de confondre amb carib. |

Caribe és un thriller i pel·lícula d'aventures, doblada al català, del 1987 dirigit per Michael Kennedy i protagonitzada per John Savage, Kara Glover i Stephen McHattie.

## Argument
A les selves de Belize, una traficant d'armes perd el seu company en un tiroteig mortal i es troba retirat a les zones tropicals d'Amèrica Central. Helen és una aficionada com a comerciant il·legal d'armes amb els terroristes centreamericans. I lluita per la seva vida després que l'acord va malament, no té més remei que confiar en Jeff, un agent de la intel·ligència britànica. Persecució a vida o mort, on són fàcils de confondre la passió i la lleialtat.

## Repartiment
- John Savage: Jeff Richardson
- Kara Glover: Helen Williams
- Stephen McHattie: Whitehale
- Sam Malkin: Roy Forbes
- Zack Nesis: Tommy Goff
- Paul Koslo: Mercenari
- Maury Chaykin: Capità Burdoch
- T. J. Scott: Stone
- Johnny Goar: Willy
- Lennox Penill: Foley